# Albert Günther
Albert Karl Ludwig Gotthilf Günther (Albert Charles Lewis Gotthilf Günther) (Esslingen, 1830. október 3. – Kew, 1914. február 1.) német születésű brit zoológus, ichthiológus és herpetológus volt. Günther a hüllők második legtermékenyebb taxonómusa (George Albert Boulenger után), pályafutása során több mint 340 hüllőfaj írt le. Zoológiai szakmunkákban nevének rövidítése: „Günther”.

## Élete
Günther Esslingenben (Baden-Württemberg) született. Apja alapítványi tisztviselő volt Esslingenben, édesanyja Eleonora Nagel volt. Kezdetben a Stuttgarti Gimnáziumban tanult. Családja azt kívánta, hogy az evangélikus egyház lelkészének tanuljon, ezért a Tübingeni Egyetemre ment. Egyik egyetemi társa a teológiától az orvostudomány felé fordult, és 1852-ben Günther is a természettudományok és az orvostudomány tanulásába kezdett Tübingenben. Első munkája  az Ueber den Puppenzustand eines Distoma volt. 1858-ban orvosként végzett a Tübingeni Egyetemen, ugyanabban az évben, amikor kiadta állattani kézikönyvét az orvostanhallgatók számára. Anyja Angliába költözött, és amikor Günther 1855-ben ellátogatott az országba, a British Museumban találkozott John Edward Gray-jel és Richard Owen professzorral. Ez a találkozás vezetett oda, hogy 1857-ben munkát ajánlottak neki a British Museumban, ahol első feladata 2000 kígyópéldány osztályozása volt. John Edward Gray 1875-ös halála után Günthert a Natural History Museum (Természetrajzi Múzeum) Állattani Osztályának gondozójává nevezték ki, ezt a pozíciót 1895-ig töltötte be. Életének fő műve a nyolckötetes Catalogue of Fishes (Halak katalógusa) volt (1859–1870, Ray Society). Foglalkozott a múzeumi gyűjtemény hüllőivel és kétéltűivel is. 1864-ben megalapította a Record of Zoological Literature (Állattani irodalom nyilvántartása), melynek hat évig szerkesztőjeként dolgozott. Több mint harminc évig volt az Annals and Magazine of Natural History egyik szerkesztője. A hidasgyíkok anatómiájáról szóló, az addigi ismereteket felülíró tanulmánya volt az első, amely megállapította, hogy a hidasgyík valójában nem gyík, hanem egy teljesen új hüllőcsoport egyetlen élő tagja, amelyet Rhynchocephaliának nevezett el. A fosszíliákból és genetikai vizsgálatokból nyert bizonyítékok később megerősítették Günther állítását, és a hidasgyíkot egy olyan sokszínű származási vonal egyetlen élő tagjaként fogadják el, amelynek több mint 240 millió évvel ezelőtt közös őse volt a   pikkelyes hüllők (Squamata) renddel.

## A Royal Society
Günthert 1867-ben a Royal Society tagjává választották, aminek később, 1875–76-ban alelnöke volt. Közel 40 évig (1868–1905) a Zoological Society of London igazgatótanácsában dolgozott. 1877-ben a Linnean Society of London társaság tagjának választották, aminek 1896–1900 elnöke volt. 1874-ben megkapta a brit állampolgárságot. Günther 1914. február 1-jén halt meg Kew Gardens-ben.

## Családja
1868-ban vette feleségül vette Roberta Mitchellt (1542-1869), William M'Intosh húgát. Egy fiuk született, Robert William Theodore Günther (1869–1940) történész. Roberta nem sokkal a születése után meghalt.
1879-ben újból megházasodott, feleségül vette Theodora Dowrish-t (1863–1944). Fiuk, Frederic Albert Günther (1883–1953), kereskedő volt, lányuk Theodora Alberta Günther (1889–1908), aki tizenkilenc éves korában meghalt.

## Emlékezete
- Aparallactus guentheri – afrikai mérgeskígyófaj
- Atractus guentheri – brazíliai kígyófaj
- Aspidura guentheri – Srí Lanka-i kígyófaj
- Chalcides guentheri – közel-keleti gyíkfaj
- Christinus guentheri – ausztráliai gyíkfaj
- Coluber gracilis– indiai kígyófaj
- Draco guentheri – fülöp-szigeteki gyíkfaj
- Elapsoidea guentheri – afrikai mérgeskígyó
- Erythrolamprus guentheri – dél-amerikai kígyófaj
- Euspondylus guentheri – dél-amerikai gyíkfaj
- Holaspis guentheri – afrikai gyík
- Lycodryas guentheri – madagaszkári kígyófaj
- Lygosoma guentheri –  indiai gyíkfaj
- Monopeltis guentheri – afrikai ásógyíkféle
- Perochirus guentheri – dél-csendes-óceáni gyíkfaj
- Günther-gekkó (Phelsuma guentheri) – mauritiusi gyíkfaj
- Plectrurus guentheri – indiai kígyófaj
- Proctoporus guentheri – dél-amerikai gyíkfaj
- Ramphotyphlops guentheri – ausztráliai kígyófaj
- Ristella guentheri – indiai gyíkfaj
- Scelotes guentheri – kihalt dél-afrikai gyíkfaj
- Stegonotus guentheri – Pápua Új-Guinea-i kígyófaj
- Stenocercus guentheri – ďél-amerikai gyíkfaj
- Hidasgyík (Sphenodon Güntheri) – új-zélandi Rhynchocephalia
- Trachischium guentheri – ázsiai kígyófaj
- Uroplatus guentheri – madagaszkári gyíkfaj
- Urotheca guentheri – közép-amerikai kígyófaj
- Xenodon guentheri – brazil kígyófaj

## Fordítás
- Ez a szócikk részben vagy egészben  az   Albert Günther című angol Wikipédia-szócikk ezen változatának fordításán alapul.  Az eredeti cikk szerkesztőit annak laptörténete sorolja fel. Ez a jelzés csupán a megfogalmazás eredetét és a szerzői jogokat jelzi, nem szolgál a cikkben szereplő információk forrásmegjelöléseként.